# Cimetière juif de Subotica
Le cimetière juif de Subotica (en serbe cyrillique : Јеврејско гробље у Суботици ; en serbe latin : Jevrejsko groblje u Subotici) est situé à Subotica, dans la province de Voïvodine et dans le district de Bačka septentrionale, en Serbie. Il est inscrit sur la liste des monuments culturels protégés de la république de Serbie (identifiant no SK 1806).